# Gösta Raquette
Gösta Rikard Raquette (1871-1945), missionnaire protestant et linguiste suédois en Asie centrale
Il est né le 7 février 1871 à Tolfta, dans la province d'Uppsala en Suède.
Il part en mission et s'occupe de questions médicales à Bakou puis Boukhara de 1895 à 1896, Kashgar de 1896 à 1901, Yarkand de 1904 à 1911 et revient à Kashgar de 1913 à 1921. Il retourne en Suède via le Tibet et l'Inde.
Raquette épousa Evelina Elisabet Björkgren le 16 mai 1896.
À son retour en Suède,  il devint professeur de langues orientales à l'Université de Lund. Gunnar Jarring et Bernhard Karlgren sont ses élèves les plus connus. 

## Sources
Mission suédoise au Turkestan.